# Casa Torrent
La Casa Torrent, situada a la plaça del Doctor Balmis número 6 de la ciutat d'Alacant, és un edifici residencial plurifamiliar d'estil modernista valencià construït l'any 1911. El va dissenyar l'any 1909 l'arquitecte Enrique Sánchez Sedeño, qui va destacar en el panorama de l'arquitectura alacantina durant les últimes dècades del segle xix i sobretot en els primers anys del segle xx.
La situació d'aquest habitatge a la plaça de Balmis, al voltant del barri de Sant Francesc i dins del nucli històric d'Alacant, respon a un dels focus més prolífics del modernisme alacantí, encara que poques mostres d'aquesta arquitectura han arribat fins a nosaltres.
L'edificació consisteix en una planta baixa i dues altures, clarament diferenciades. En els dos pisos superiors el revestiment és de rajola rogenca sobre el qual destaquen cridanerament les impostes blanques, i sobreeixint del pla, les balconades i miradors amb marcs, fusteries i altres ornaments també de color blanc. Precisament la utilització del color i de les diferents textures representa un dels aspectes més interessants d'aquesta obra i un dels trets més singulars de l'autor, que no podem deixar de relacionar amb el domini constructiu i material que pressuposen.
Compositivament, la unitat s'aconsegueix amb diferents recursos, entre els quals destaquen la disposició seriada dels buits (miradors i balcons) en les dues façanes, l'existència d'una gran volada de remat, el tractament homogeni del primer pis i la col·locació d'impostes estratègiques que abracen tot el perímetre. Encara que no existeix jerarquia del conjunt, en cada façana independentment considerada, sí que es concep un eix de simetria i una certa jerarquia dels elements. Els miradors se situen al centre i al voltant un o dos balcons, en funció de la llargària de la façana.